# The Kelly Family
The Kelly Family er en irsk-amerikansk musikgruppe, bestående af flere generationer af storfamilien Kelly, fra USA og flere forskellige lande i Europa. Gruppen har solgt over 20 millioner albums siden 1980'erne.
I 2017 spillede familien en comeback koncert i Dortmund. Billetterne til Koncerten blev udsolgt på 18 minutter.

## Diskografi
- 1979: The Kelly Family
- 1979: Lieder der Welt
- 1980: Kelly Family Loves Christmas And You
- 1981: Christmas All Year
- 1981: Wonderful World
- 1988:	Live
- 1989: Keep On Singing
- 1990: New World
- 1991: Honest Workers
- 1992: Street Life
- 1993: WOW
- 1993:	The Very Best – Over 10 Years
- 1994:	Over The Hump
- 1995:	Christmas For All
- 1996	Almost Heaven
- 1997:	Growin´ Up
- 1998:	Live, Live, Live
- 1998:	From Their Hearts
- 1999: The Very Best of Kathy Kelly
- 1999:	The Bonus-Tracks Album
- 1999:	Best Of
- 1999:	Best Of – Vol. 2
- 2002:	La Patata
- 2002:	La Patata – Special Edition
- 2004:	Homerun
- 2005: Hope
- 2017: We Got love
- 2019: 25 Years Later'